# 判断力
判断力（はんだんりょく）とは、大辞泉によると、「１ 物事を正しく認識し、評価する能力。それは、可能性、能力の問題でもあるといわれる。」
イマヌエル・カントの『判断力批判』がこの分野の古典としてよく知られている。カントの判断力は、Urteilskraftと標記し、これは純粋理性や実践理性に対置して用いられ、主に趣味的な判断をなすことのできる能力と理解されていた。つまり、判断力とはカントでは、正しい認識の能力ではない。真偽を判断する純粋理性と、何をなすべきか、コトの善悪を実践理性との間に橋を架けるような能力として考えられていたのである。
犯罪で、この能力が劣っている人間は罰せられない、といったことが言われる。しかしながら、哲学分野としての用語用法としては必ずしも整合性が合うとは言いかねる。